# Sul nido del cuculo
Sul nido del cuculo è il quinto album di Mario Castelnuovo.

## Il disco
Per questo disco Castelnuovo passa alla produzione di Antonio Coggio, già collaboratore di Claudio Baglioni, Ivano Fossati e Luca Barbarossa, che chiama per curare gli arrangiamenti Pinuccio Pirazzoli.
Le registrazioni dell'album vengono effettuate allo Studio Libero dallo stesso Coggio, mentre Peppe D'Arvia è l'autore della fotografia usata in copertina, che raffigura il cantautore insieme a suo padre, il pittore Lodovico Castelnuovo, ed all'interno della copertina, nella camicia che racchiude i testi, sono inseriti alcuni acquarelli da lui realizzati.
Tra le canzoni del disco è da citare la title track che, ispirandosi al film Qualcuno volò sul nido del cuculo di Miloš Forman, racconta una storia d'amore tra due malati di mente, su una musica dolce accompagnata dalla chitarra acustica; altri brani degni di nota sono Gli occhi di Firenze, pubblicato anche su 45 giri, storia di un allievo del pittore Sandro Botticelli nella Firenze del '400 (con la chitarra elettrica di Paolo Carta in evidenza), Il grande Blek, dedicato ad uno dei più importanti fumetti italiani (Il grande Blek, noto anche come Blek Macigno, dei torinesi EsseGesse), Sì, canzone d'amore, Via dalla luna, con un andamento reggae, e soprattutto Il lupo, la canzone più significativa del disco, storia della fuga di un lupo braccato dai cacciatori.
Pubblicato nell'autunno del 1988, il disco viene presentato da Castelnuovo in una tournée che tocca tutta l'Italia e che viene effettuata insieme a Mariella Nava, cantautrice debuttante e corista nel disco.

## Tracce
LATO A
1. Il lupo - 4:42
2. Sì - 3:30
3. Grigioperla - 3:39
4. Il grande Blek - 1:33
5. Le barche di città - 3:39

LATO B
1. Sul nido del cuculo - 4:42
2. Gli occhi di Firenze - 3:20
3. Via della luna - 4:39
4. Dialogo d'amore - 4:24

Testi e musiche di Mario Castelnuovo
Prodotto da Antonio Coggio

## Musicisti
- Mario Castelnuovo: voce, chitarra
- Pinuccio Pirazzoli: tastiera, batteria elettronica
- Paolo Carta: chitarra elettrica e chitarra acustica
- Mariella Nava: pianoforte, cori
- Annie Robert: cori